# Église Santa Caterina a Magnanapoli
L'église Santa Caterina a Magnanapoli (en français : église Sainte-Catherine-à-Magnanapoli) est une église de Rome située dans le quartier Monti sur la piazza Magnanapoli. Dédiée à Catherine de Sienne, elle est l'église principale de l'Ordinariat militaire en Italie.

## Historique
L'église est construite sur le site d'un couvent de dominicaines existant depuis 1574 et lié au monastère dominicain rattaché à l'église Santi Domenico e Sisto tout proche. L'édification de l'église se fait avec l'accord du pape Urbain VIII selon les plans de Giovanni Battista Soria à partir de 1628 pour se terminer en 1641.
La zone où fut construite l'église a subi de nombreux changements au XXe siècle. Le premier est dû à l'ouverture de la Via Nazionale qui entraîna un abaissement du terrain et l'obligation de construire un escalier double pour accéder à l'entrée surélevée. Le second fut la démolition du couvent attenant dans les années 1920, afin de donner de l'ampleur à la tour des Milices et aux marchés de Trajan, puis la construction d'une crypte dédiée aux morts des deux conflits mondiaux.

## Architecture et décorations
L'église est constituée d'une nef unique avec trois chapelles par côté. La voûte est décorée par une peinture de Luigi Garzi de 1713 représentant la Gloire de sainte Catherine. Le presbytère accueille une sculpture en bas relief de l'Extase de sainte Catherine (1666) de Melchiorre Gafa qui fut longtemps attribuée par erreur au Bernin.

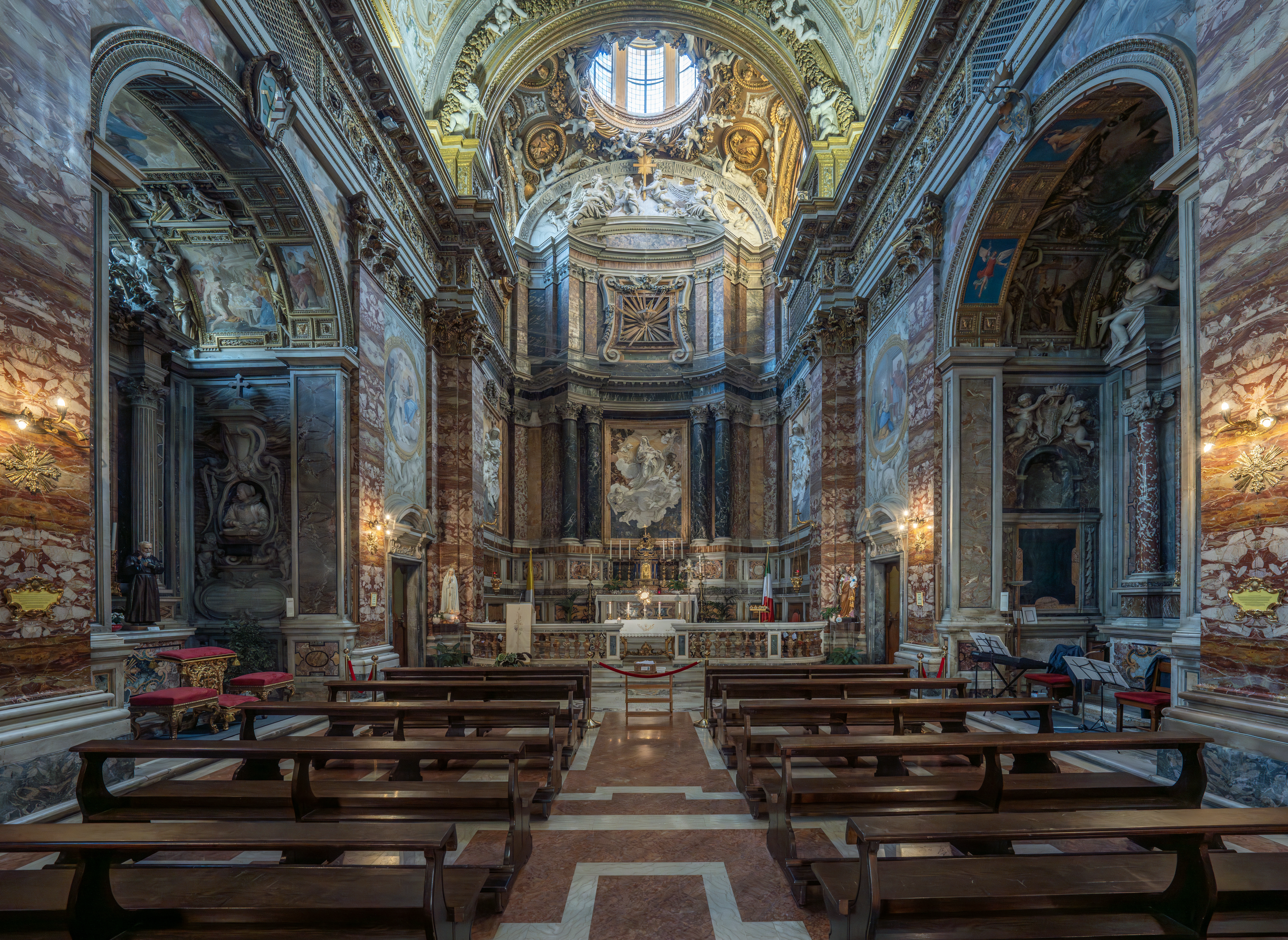
Vue intérieure, et chapelles latérales.
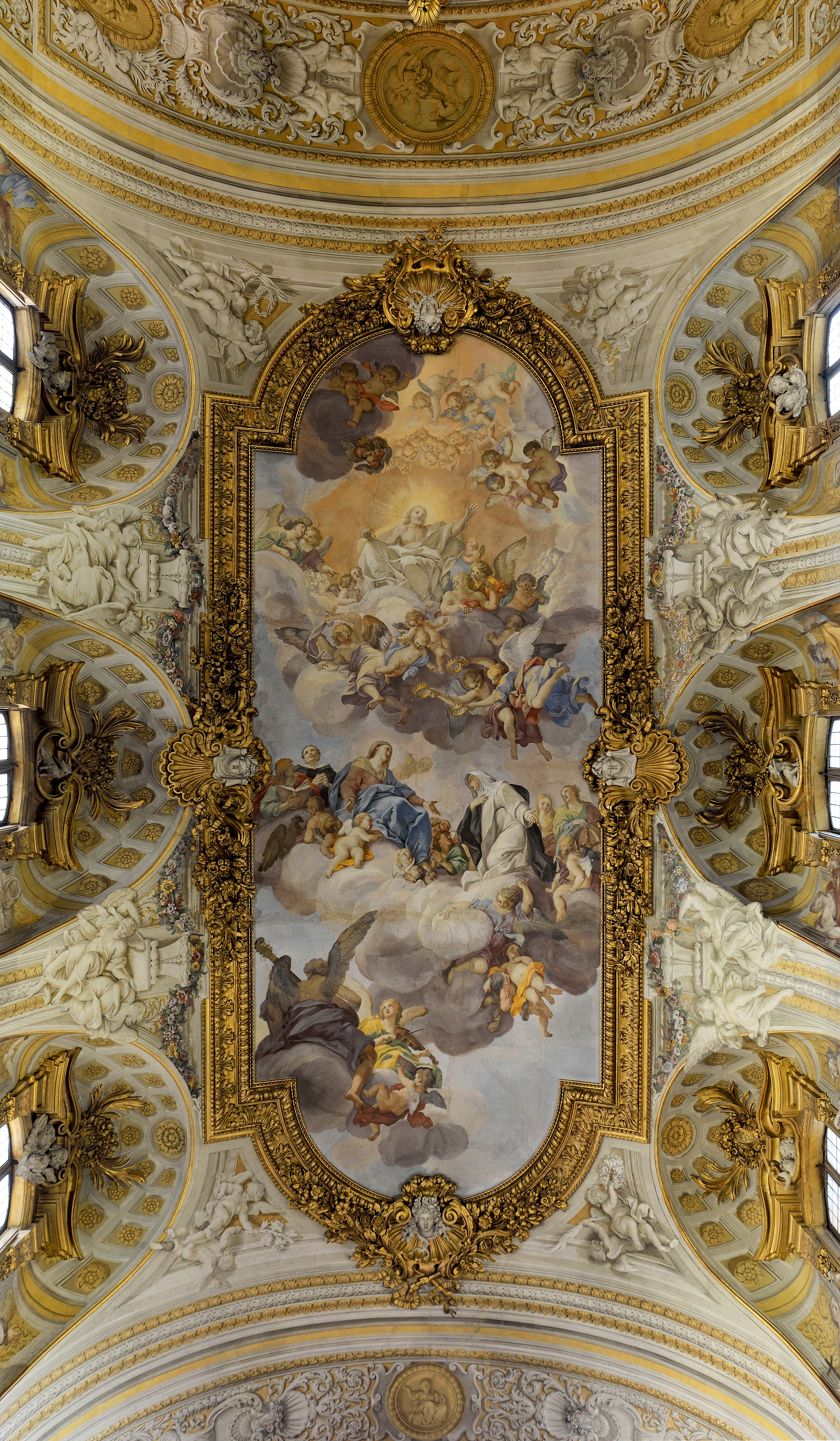
la Gloire de sainte Catherine (1713) de Luigi Garzi.
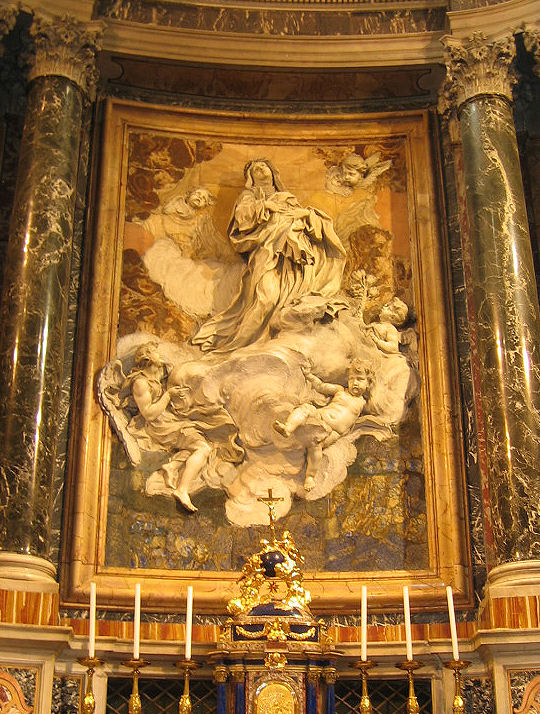
l'Extase de sainte Catherine (1666) de Melchiorre Gafa.

## Sources et références
- Église Santa Caterina a Magnanapoli sur Commons

- (it) Cet article est partiellement ou en totalité issu de l’article de Wikipédia en italien intitulé « Chiesa di Santa Caterina a Magnanapoli » (voir la liste des auteurs).